# Great Songs and Performances That Inspired the Motown 25th Anniversary T.V. Special
Great Songs and Performances That Inspired the Motown 25th Anniversary T.V. Special (englisch für „großartige Songs und Aufführungen, die die Televsion-Sondersendung zu Motowns 25. Jahresjubiläum inspirierten“) ist ein im August 1983 nur in den USA erschienenes Kompilationsalbum der US-amerikanischen Band The Jackson Five und ihres Leadsängers Michael Jackson.

## Hintergrund
Am 25. März 1982 traten die erfolgreichsten Musiker der Motown-Geschichte auf, um das 25-jährige Bestehen des Labels zu feiern. Auch de Jackson Five, die das Label eigentlich bereits 1975 verlassen hatten, traten in alter Besetzung mit Jermaine auf. Die Feierlichkeiten wurde im Mai auch im Fernsehen ausgestrahlt und von über 50 Millionen Menschen gesehen. Daraufhin veröffentlichte Motown kurz darauf ähnlich betitelte Greatest-Hits-Alben verschiedener teilnehmender Künstler (darunter auch dieses). I Want You Back, I’ll Be There, Never Can Say Goodbye und The Love You Save sangen die Brüder live, von denen alle bis auf Never Can Say Goodbye auch auf dem Album enthalten sind. In den USA erreichte das Album Platz 7 der Midline Album Charts (dem Vorläufer der Pop Catalog Album Charts) und hielt sich 50 Wochen in den Top 50.

## Titelliste
1. I Want You Back
2. The Love You Save
3. I’ll Be There
4. ABC
5. Rockin’ Robin
6. Maybe Tomorrow
7. Got to Be There
8. I Wanna Be Where You Are
9. Ben
10. Dancing Machine

| Erscheinungsjahr | Album                                | Songs                                                    | Anzahl | Interpret        |
| ---------------- | ------------------------------------ | -------------------------------------------------------- | ------ | ---------------- |
| 1969             | Diana Ross Presents the Jackson Five | I Want You Back                                          | 1      | The Jackson Five |
| 1970             | ABC                                  | ABC, The Love You Save                                   | 2      | The Jackson Five |
| 1970             | Third Album                          | I’ll Be There                                            | 1      | The Jackson Five |
| 1971             | Maybe Tomorrow                       | Maybe Tomorrow                                           | 1      | The Jackson Five |
| 1972             | Got to Be There                      | Got to Be There, Rockin’ Robin, I Wanna Be Where You Are | 3      | Michael Jackson  |
| 1972             | Ben                                  | Ben                                                      | 1      | Michael Jackson  |
| 1973             | Dancing Machine                      | Dancing Machine                                          | 1      | The Jackson Five |